# Grande Prêmio da África do Sul de 1965
Resultados do Grande Prêmio da África do Sul de Fórmula 1 realizado em East London à 1º de janeiro de 1965. Etapa de abertura da temporada, a prova foi vencida pelo britânico Jim Clark e marcou a estreia do futuro tricampeão mundial, Jackie Stewart. Esse foi o primeiro final de semana da história da Fórmula 1 em que tivemos as famosas pré-qualificações, populares e frequentes nos regulamentos dos anos 80 e na primeira metade dos anos 90 na categoria.

## Classificação da prova
| Pos. | Nº | Piloto             | Construtor         | Voltas | Tempo/Diferença      | Grid | Pontos |
| ---- | -- | ------------------ | ------------------ | ------ | -------------------- | ---- | ------ |
| 1    | 5  | Jim Clark          | Lotus-Climax       | 85     | 2:06:46.0            | 1    | 9      |
| 2    | 1  | John Surtees       | Ferrari            | 85     | + 29.0               | 2    | 6      |
| 3    | 3  | Graham Hill        | BRM                | 85     | + 31.8               | 5    | 4      |
| 4    | 6  | Mike Spence        | Lotus-Climax       | 85     | + 54.4               | 4    | 3      |
| 5    | 9  | Bruce McLaren      | Cooper-Climax      | 84     | + 1 volta            | 8    | 2      |
| 6    | 4  | Jackie Stewart     | BRM                | 83     | + 2 voltas           | 11   | 1      |
| 7    | 12 | Jo Siffert         | Brabham-BRM        | 83     | + 2 voltas           | 14   |        |
| 8    | 7  | Jack Brabham       | Brabham-Climax     | 81     | + 4 voltas           | 3    |        |
| 9    | 18 | Paul Hawkins       | Brabham-Ford       | 81     | + 4 voltas           | 16   |        |
| 10   | 20 | Peter de Klerk     | Alfa Romeo         | 79     | + 6 voltas           | 17   |        |
| 11   | 15 | Tony Maggs         | Lotus-BRM          | 77     | + 8 voltas           | 13   |        |
| 12   | 16 | Frank Gardner      | Brabham-BRM        | 75     | + 10 voltas          | 15   |        |
| 13   | 25 | Sam Tingle         | LDS-Alfa Romeo     | 73     | + 12 voltas          | 20   |        |
| 14   | 19 | David Prophet      | Brabham-Ford       | 71     | + 14 voltas          | 19   |        |
| 15   | 2  | Lorenzo Bandini    | Ferrari            | 66     | Ignição              | 6    |        |
| NC   | 14 | Bob Anderson       | Brabham-Climax     | 50     | + 35 voltas          | 12   |        |
| Ret  | 11 | Jo Bonnier         | Brabham-Climax     | 42     | Embreagem            | 7    |        |
| Ret  | 10 | Jochen Rindt       | Cooper-Climax      | 39     | Pane elétrica        | 10   |        |
| Ret  | 17 | John Love          | Cooper-Climax      | 20     | Semieixo             | 18   |        |
| Ret  | 8  | Dan Gurney         | Brabham-Climax     | 11     | Ignição              | 9    |        |
| DNQ  | 28 | Trevor Blokdyk     | Cooper-Ford        |        |                      |      |        |
| DNQ  | 23 | Neville Lederle    | Lotus-Climax       |        |                      |      |        |
| DNQ  | 21 | Doug Serrurier     | LDS-Climax         |        |                      |      |        |
| DNQ  | 27 | Brausch Niemann    | Lotus-Ford         |        |                      |      |        |
| DNQ  | 22 | Ernie Pieterse     | Lotus-Climax       |        |                      |      |        |
| DNPQ | 24 | Clive Puzey        | Lotus-Climax       |        |                      |      |        |
| DNPQ | 29 | Jackie Pretorius   | LDS-Alfa Romeo     |        |                      |      |        |
| DNPQ | 32 | Dave Charlton      | Lotus-Ford         |        | Incêndio nos treinos |      |        |
| WD   | 26 | Ray Reed           | Realpha-Alfa Romeo |        |                      |      |        |
| WD   | 30 | Brian Raubenheimer | Lotus-Ford         |        | Motor não preparado  |      |        |
| WD   | 31 | David Clapham      | Cooper-Maserati    |        |                      |      |        |
| WD   | 33 | Alex Blignaut      | Cooper-Climax      |        |                      |      |        |
| WD   | 34 | Richard Attwood    | BRM                |        |                      |      |        |

## Tabela do campeonato após a corrida
| Pos. | Piloto        | Pontos |
| ---- | ------------- | ------ |
| 1    | Jim Clark     | 9      |
| 2    | John Surtees  | 6      |
| 3    | Graham Hill   | 4      |
| 4    | Mike Spence   | 3      |
| 5    | Bruce McLaren | 2      |

| Pos. | Construtor    | Pontos |
| ---- | ------------- | ------ |
| 1    | Lotus-Climax  | 9      |
| 2    | Ferrari       | 6      |
| 3    | BRM           | 4      |
| 4    | Cooper-Climax | 2      |

- Nota: Somente as primeiras cinco posições estão listadas. Apenas os seis melhores resultados de cada piloto ou equipe eram computados visando o título. Neste ponto esclarecemos: na tabela dos construtores figurava somente o melhor colocado dentre os carros de um time.